# سنغافورة:الموسوعة
سنغافورة: الموسوعة هي موسوعة من 640 صفحة عن سنغافورة، تغطي تاريخها وجغرافيتها وفنونها وسياستها. يتم إنتاجها بشكل مشترك من قبل مجلس التراث الوطني ومطبوعات ديدييه ميليت. في حين أن الكتاب ليس الأول الذي يركز حصرا على سنغافورة، فإنه يزعم أنه العمل الأكثر شمولا من نوعه. تضم الموسوعة 560 2 مقالاً ساهم فيها 231 خبيراً من مختلف المجالات، فضلاً عن 400 2 خريطة وصورة فوتوغرافية ورسوم توضيحية، نُشر العديد منها لأول مرة. واستغرق إنتاج هذا العمل 24 شهرا، برعاية 36 منظمة تبرعت بمبلغ 1.3 مليون دولار سنغافوري.
أطلق الرئيس سيلابان راما ناطان الموسوعة في استانا في 11 سبتمبر 2006 بالتزامن مع سنغافورة 2006. وفي غضون يومين من الإصدار، تم بيع نصف النسخ الأولية للمجلد والتي بلغت 8000 نسخة، على الرغم من أن تكلفة كل نسخة كانت 75 دولار سنغافوري. وكانت نسبة 70 في المائة من عمليات البيع تتم خارج الشباك في المكتبات ؛ تم شراء البقية من قبل الشركات.